# 大久保亜夜子
大久保 亜夜子（おおくぼ あやこ、1980年12月8日 - ）は、日本の漫画家、画家である。

## 経歴
茨城県出身。東京藝術大学美術学部先端芸術表現科を卒業後、2006年に同大学院修士課程修了。
大学卒業作品であるインスタレーションに用いた「奇的」が東京芸術大学付属美術館買い上げ作品に選ばれたが、漫画が買い上げ作品となったのは同美術館史上初。
その後、青林工藝舎より『奇的』、『奇的buoyage』（以降、名前は大久保亞夜子に変更）が出版される。

## 漫画
- 『KITEKI 奇的』青林工藝舎 2004年4月 ISBN 978-4883791569
- 『奇的ボヤージュ』青林工藝舎 2005年10月 ISBN 978-4883791989
- 『奇的ー魂の事典ー』青林工藝舎 2011年7月 ISBN 978-4883793457

## テレビ番組
- 天才てれびくんMAX / キャラクターデザイン (2005 - )
- あらびき団 / 美術・キャラクターデザイン (2007 - )